# Список музеев Токио
Ниже приведён список музеев и художественных галерей Токио. Чтобы использовать сортируемую таблицу, щелкните значки в верхней части каждого столбца, чтобы отсортировать этот столбец в алфавитном порядке; нажмите ещё раз для обратного алфавитного порядка.
| Музей                                                     | Изображение | Место                     | Тип                           | Прим. |
| --------------------------------------------------------- | ----------- | ------------------------- | ----------------------------- | --- |
| Музей амусе                                               |             | Асакуса                   | Художественный                | Музей текстильной культуры и искусства укиё-э |
| Музей Древнего Востока                                    |             | Икэбукуро                 | Художественный                | Артефакты древнего Ближнего Востока и Центральной Азии |
| Музей скульптуры Асакура                                  |             | Тайто                     | Художественный                | Дом-музей и студия скульптора Асакура Фумио (1883—1964) |
| Музей банкнот и почтовых марок                            |             | Синдзюку                  | Нумизматический               | на японском, информация |
| Музей пива Эбису                                          |             | Сибуя                     | Еда                           | История, наука и культура пива |
| Центр велосипедной культуры                               |             | Тиёда                     | Транспортный                  | website |
| Музей Артизон                                             |             | Тюо                       | Художественный                | Включает древнегреческую керамику, импрессионистов, постимпрессионистов и искусство XX века |
| Бункамура                                                 |             | Сибуя                     | Художественный                | Концертный зал, театр и художественная галерея |
| Музей костюма Бунка Гакуэн                                |             | Сибуя                     | Мода                          | исторические костюмы и связанные с костюмами ремесла со всего мира при Университете Бунка Гакуэн |
| Музей Бункё                                               |             | Бункё                     | Исторический                  | информация (яп.), краеведение и культура |
| Центр токийских рейдов и военного ущерба                  |             | Кото                      | Исторический                  | Посвящён бомбардировкам Токио |
| Музей денег Банка Японии                                  |             | Тюо                       | Нумизматический               | Японская валюта |
| Музей Даймару                                             |             | Тиёда                     | Художественный                | на японском, на английском |
| Музей часов Даймё                                         |             | Тайто                     | Horology                      | информация, информация, на японском |
| Учебный центр землетрясений                               |             | Мэгуро                    | Научный                       | информация, информация |
| Музей Эдо-Токио                                           |             | Рёгоку                    | Исторический                  | История города Эдо (ныне Токио) |
| Музей под открытым небом Эдо-Токио                        |             | Коганеи                   | Open air                      | Исторические японские здания. |
| Музей Эйсей Бунко                                         |             | Бункё                     | Художественный                | Включает в себя исторические документы и артефакты, а также произведения изобразительного искусства. |
| Мемориальный музей императора Сёва                        |             | Татикава                  | Биографический                | Расположен в Мемориальном парке Сёва, жизнь и памятные вещи императора Хирохито и его супруги императрицы Кодзюн |
| Выставочный зал Дипломатического архива МИД Японии        |             | Минато                    | Дипломатические архивы        | Museum website |
| Музей Фукагава-Эдо                                        |             | Кото                      | Исторический                  | Миниатюрная репродукция центра города Эдо |
| Музей газовых наук                                        |             | Кодайра                   | Индустриальный                | на японском, Газовые приборы и технологии |
| Музей Гибли                                               |             | Митака                    | Художественный                | Анимация Хаяо Миядзаки и Studio Ghibli |
| Музей Гото                                                |             | Сэтагая                   | Художественный                | Классическое японское и китайское искусство |
| Музей современного искусства Хара                         |             | Синагава                  | Художественный                | включает в себя искусство, дизайн, архитектуру, музыку и танец |
| Музей Матико Хасэгава                                     |             | Сэтагая                   | Художественный                | Работы Матико Хасэгава, автора манги Sazae-san |
| Мемориальный музей Хатакэяма                              |             | Минато                    |                               | Китайское, корейское и японское искусство чаепития |
| Дом Сисэйдо                                               |             | Тюо                       | Мода                          | истории компании Shiseido |
| Мемориальный музей Итиё                                   |             | Тайто                     | Литературный                  | музей первой в Японии женщины-романистки Итиё Хигути |
| Художественный музей Идэмицу                              |             | Маруноути                 | Художественный                | Коллекция японской живописи и каллиграфии, а также восточноазиатской керамики |
| Музей Мицубиси Ичигокан                                   |             | Маруноути                 | Художественный                | Западное искусство XIX века |
| Музей промышленной безопасности                           |             | Минато                    | Индустриальный                | website |
| Общественный центр экополис района Итабаси                |             | Итабаси                   | Научный                       | информация |
| Музей Джакса                                              |             | Тиёда                     | Научный                       | аэрокосмический музей при JAXA |
| Японский футбольный музей                                 |             | Бункё                     | Спортивный                    | website, информация, футбол в Японии |
| Зал славы японского бейсбола                              |             | Бункё                     | Спортивный                    | |
| Музей японских народных ремесел                           |             | Мэгуро                    | Художественный                | Также известен как Музей Мингейкан, народные ремесла Японии, Китая, Кореи, Англии, Африки и других стран |
| Музей японских мечей                                      |             | Сибуя                     | Военный                       | Посвящён искусству изготовления японских мечей |
| Музей камер JCII                                          |             | Тиёда                     | Технический                   | Музей фото- и кинокамер при Японском институте химических инноваций (JCII) |
| Мемориальный музей жертв землетрясения в Канто            |             | Сумида                    | Исторический                  | информация |
| Музей Кацусики                                            |             | Кацусика                  | Научный                       | website, также краеведение и астрономия |
| Музей Тора-сана из Сибаматы в Кацусике                    |             | Кацусика                  | Исторический                  | информация, |
| Kinunomichi Museum                                        |             | Хатиодзи                  | Исторический                  | информация на японском, видео, история шёлковой торговли и шёлкового пути |
| Музей воздушных змеев                                     |             | Тюо                       | Спортивный                    | Японские и азиатские воздушные змеи |
| Кобо Гэллари                                              |             | Тюо                       | Художественный                | |
| Мемориальный музей Коданся Нома                           |             | Бункё                     | Художественный                | Искусство и культурные ценности Японии |
| Художественный музей Хирагуси Дэнчу в Кодайре             |             | Кодайра                   | Художественный                | Дом-музей, студия и галерея скульптора Хирагуси Дэнчу (1872—1979) |
| Музей Токийского университета Коисикава                   |             | Бункё                     | Естествознание                | Только исследовательский музей при Токийском университете |
| Музей Университета Кокугакуин                             |             | Сибуя (специальный район) | Синтоизм, история, археология | Был основан при Университета Кокугакуин с целью сбора и сохранения культурных артефактов, необходимых для изучения японской культуры, проведения и публикации исследований, а также участия в совместной образовательной и исследовательской деятельности. Постоянная экспозиция рассказывает об истории университета и архиве академических ресурсов, а также об археологических исследованиях Японского архипелага. |
| Коисикавский музей укиё-э                                 |             | Бункё                     | Художественный                | Картины укиё-э периода Эдо |
| Куодо-но-Мори                                             |             | Футю                      | Open air                      | содержит памятники различных периодов японской истории |
| Музей искусств Мацуока                                    |             | Shirokanedai              | Художественный                | информация, описание коллекций |
| Музей мадам Тюссо (Токио)                                 |             |                           | Музей восковых фигур          | |
| Музей искусств Мэгуро                                     |             | Мэгуро                    | Художественный                | Японское и иностранное современное искусство |
| Паразитологический музей Мэгуро                           |             | Мэгуро                    | Медицинский                   | website |
| Музей сокровищ Мэйдзи Дзингу                              |             | Сибуя                     | Художественный                | предметы, используемые домом императора Мэйдзи |
| Музей Университета Мэйдзи                                 |             | Тиёда                     | Multiple                      | на японском, информация, три раздела: ремёсел, криминологии, археологии |
| Мемориальный зал Мичио Мияги                              |             | Синдзюку                  | Музыкальный                   | Жизнь и творчество музыканта Митио Мияги |
| Музыкальный музей Мин-Он                                  |             | Синдзюку                  | Музыкальный                   | Музыка со всего мира |
| Национальный музей передовой науки и технологии           |             | Одайба                    | Научный                       | Создан Японским агентством по науке и технологиям |
| Мемориальный музей Мицуи                                  |             | Тюо                       | Художественный                | Японское и азиатское искусство, в том числе декоративно-прикладного искусства |
| Музей Мицуо Айда                                          |             | Тюо                       | Художественный                | работы каллиграфа и поэта Мицуо Айда |
| Художественный музей Мори                                 |             | Роппонги                  | Художественный                | Современное искусство |
| Музей Томо                                                |             | Минато                    | Художественный                | Современное японское керамическое искусство |
| Музей рекламы и маркетинга                                |             | Shiodome                  | Научный                       | история рекламы в Японии, также известен как Музей рекламы Токио |
| Токийский музей современного искусства                    |             | Кото                      | Художественный                | расположен в парке Киба |
| Музей логистики                                           |             | Минато                    | Транспортный                  | первый в Японии музей, посвященный отрасли логистической отрасли, информация |
| Океанографический музей                                   |             | Одайба                    | Морской                       | Японские лодки, военно-морской флот, судоходство, рыболовство, парусный спорт, морской отдых, проектирование и строительство судов, морская среда |
| Музей императорских коллекций                             |             | Тиёда                     | Художественный                | Меняющаяся экспозиция части сокровищ императорского двора |
| Музей барж Накагава Фунабансё                             |             | Кото                      | Исторический                  | Копия станции водного пути Накагава, которая регулировала торговлю и проезд по каналам эпохи Эдо. вебсайт, информация |
| Музей телерадиовещания NHK                                |             | Минато                    | Медиа                         | история вещания в Японии |
| Интеркоммуникационный центр NTT                           |             | Синдзюку                  | Художественный                | Медиа-арт |
| Национальный центр искусств                               |             | Roppongi                  | Художественный                | Живопись XX века и современное искусство |
| Музей истории обсерватории                                |             | Митака                    | Научный                       | При Национальной астрономической обсерватории Японии |
| Национальный музей болезни Хансена                        |             | Хигасимураяма             | Научный                       | История болезни Хансена (проказа) в Японии и её последствия для больных |
| Национальный музей природы и науки                        |             | Уэно                      | Естествознание                | Экспозиции, рассказывающие об эволюции живых организмов на Земле, экосистемах, истории развития научных знаний, о современных технологиях с возможностью проводить интерактивные научные эксперименты |
| Национальный музей современного искусства                 |             | Тиёда                     | Художественный                | Коллекция современного искусства, прежде всего японского |
| Национальный музей территории и суверенитета              |             | Toranomon                 | Territory and Sovereignty     | Суверенитет над островами Сенкаку, Такэсима и южными Курилами. |
| Национальный музей западного искусства                    |             | Уэно                      | Художественный                | произведения искусства стран Европы и Северной Америки начиная от Средневековья и до XX столетия, крупнейший такой музей в Азии |
| Национальный мемориальный музей Сёва                      |             | Тиёда                     | Исторический                  | Также известен как Сёвакан, образ жизни японского народа в период Сёва, в основном во время и после Второй мировой войны |
| Музей Нэдзу                                               |             | Минато                    | Художественный                | Японское и другое азиатское досовременное искусство, включая искусство, связанное с чайными церемониями |
| O Art Museum                                              |             | Осаки                     | Художественный                | многоцелевой художественный музей, названный по первой букве города Осаки, в котором расположен музей |
| Okura Shukokan                                            |             | Минато                    | Художественный                | Японское и азиатское искусство |
| Мемориальный музей укиё-е Ота                             |             | Сибуя                     | Художественный                | Укиё-э (японская гравюра на дереве) |
| Музей музыкальной шкатулки                                |             | Бункё                     | Музыкальный                   | Первый в Японии музей музыкальной шкатулки (закрыт с 2013 года) |
| Музей бумаги                                              |             | Кита                      | Индустриальный                | история бумаги и бумажной промышленности |
| Перьевая станция                                          |             | Тюо                       | Writing Instruments           | website, история пишущих инструментов, в частности компании Pilot |
| Филателистический музей Токио                             |             | Тосима                    | Филателистический             | website, postage stamps |
| Мемориальный музей спорта принца Титибу                   |             | Синдзюку                  | Спортивный                    | website |
| Музей сумок Принцесс-Гэллари                              |             | Тайто                     | Мода                          | на японском, информация, история сумок в Японии и всего мира |
| Музей печати                                              |             | Бункё                     | Медиа                         | История и техника печати как формы общения |
| Музей канализации «Радуга»                                |             | Одайба                    | Научный                       | на японском, информация, структура дренажной системы Токио |
| Музей современной науки Ридай                             |             | Синдзюку                  | Научный                       | информация, часть Токийского университета науки, история университета, калькуляторы и компьютеры в Японии |
| Музей сумо Рёгоку Кокугикан                               |             | Сумида                    | Спортивный                    | website |
| Центр содействия безопасности                             |             | Ота                       | Аэрокосмический               | Авиационная безопасность, открыт для посещений по предварительному заказу |
| Научный музей                                             |             | Тиёда                     | Научный                       | website |
| Музей японской каллиграфии                                |             | Тайто                     | Художественный                | информация, японская каллиграфия |
| Художественный музей Сэтагая                              |             | Сэтагая                   | Художественный                | Постоянная галерея и сезонные выставки |
| Музей истории Сэтагаи                                     |             | Сэтагая                   | Исторический                  | информация, информация, краеведение |
| Музей истории Синдзюку                                    |             | Синдзюку                  | Исторический                  | на японском, информация, краеведение |
| Музей Ситамати                                            |             | Уэно                      | Исторический                  | Традиционная культура токийского района Ситамати |
| Музей искусств Сёто                                       |             | Сибуя                     | Художественный                | местное искусство, живопись, скульптура и ремёсла |
| Японский музей искусств Сомпо                             |             | Синдзюку                  | Художественный                | website |
| Музей анимации Сугинами                                   |             | Сугинами                  | Художественный                | website |
| Музей истории Сугинами                                    |             | Сугинами                  | Исторический                  | информация, краеведение и культура |
| Научный музей Сугинами                                    |             | Сугинами                  | Научный                       | на японском |
| Музей костюмов Сугино                                     |             | Синагава                  | Мода                          | website in French |
| Музей наследия Сумида                                     |             | Сумида                    | Исторический                  | на японском, информация, краеведение |
| Музей искусств Сантори                                    |             | Акасака                   | Художественный                | website |
| Tei-Park                                                  |             | Тиёда                     | Медиа                         | история почты, ИКТ и страхования |
| Space Museum TeNQ                                         |             | Бункё                     | Научный                       | Музей космонавтики |
| Музей электроэнергетики TEPCO                             |             | Сибуя                     | Научный                       | website, Музей Токийской энергетической компании (TEPCO) |
| Музей Токийского университета                             |             | Бункё                     | Научный                       | Естественная история, археология. Музей Токийского университета |
| Музей табака и соли                                       |             | Сумида                    | Индустриальный                | Использование табака и соли на протяжении всей истории |
| Железнодорожный музей Тобу                                |             | Сумида                    | Железнодорожный               | Музей частной железнодорожной компании Tobu Railway |
| Галерея анимации Toei                                     |             | Нэрима                    | Художественный                | информация |
| Токийский музей противопожарной службы                    |             | Синдзюку                  | Пожарный                      | информация, на японском |
| Художественный музей Токио—Фудзи                          |             | Хатиодзи                  | Художественный                | включает картины, гравюры, фотографии, скульптуру, керамику и лакированные изделия, доспехи, мечи и медальоны. |
| Музей керамики Токио—Хонго                                |             | Бункё                     | Художественный                | информация, история и культура |
| Токийский столичный художественный музей                  |             | Уэно                      | Художественный                | |
| Токийский столичный театр                                 |             | Тосима                    | Художественный                | Концертный зал с выставочной галереей |
| Токийский музей фотографии                                |             | Мэгуро                    | Художественный                | |
| Токийский музей городской полиции                         |             | Тюо                       | Полицейский                   | информация, на японском |
| Токийский столичный художественный музей Тейен            |             | Минато                    | Художественный                | Дом в стиле ар-деко с меняющимися экспонатами |
| Токийский столичный музей науко о воде                    |             | Кото                      | Научный                       | на японском |
| Токийский национальный музей                              |             | Уэно                      | Художественный                | Старейший и крупнейший в Японии |
| Музей метрополитена Токио                                 |             | Эдогава                   | Транспортный                  | Official website |
| Токийский музей истории гидротехнических сооружений       |             | Бункё                     | Научный                       | информация, история системы водоснабжения Токио |
| Королевский музей Уэно                                    |             | Уэно                      | Художественный                | информация, на японском |
| Университетский художественный музей                      |             | Уэно                      | Художественный                | Музей Токийского университета искусств |
| Мемориальный театральный музей Цубути Университета Васэда |             | Синдзюку                  | Театральный                   | Музей Университета Васэда, посвящённый истории драмы, и названный в честь режиссёра и литератора Цубоути Сёё |
| Музей современного искусства Ватари                       |             | Сибуя                     | Художественный                | |
| Художественный музей Яматанэ                              |             | Сибуя                     | Художественный                | Традиционная японская живопись стиля нихонга |
| Юсюкан                                                    |             | Тиёда                     | Военный                       | Первый и старейший военный музей Японии |
| Миссионерский музей Дзосигая                              |             | Тосима                    | Дом-музей                     | |